# Steyr-Puch Haflinger

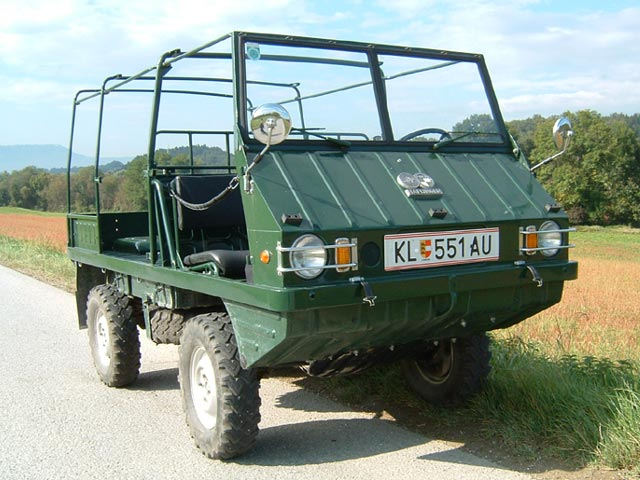
Haflinger (1967)

Haflinger (от имени породы лошадей) — модель вездехода австрийской компании Steyr-Daimler-Puch.
Производился фирмой в двух версиях колесной базы — короткой и длинной, с 1959 по 1974 год. В общей сложности было выпущено 16 647 машин.
Машина может преодолевать песчаное и болотистое бездорожье, показывает хорошую проходимость в горной местности.
Имеет несколько модификаций. Haflinger закупался армиями таких стран, как Австрия и Швейцария.

## ТТХ
- 3,5 м в длину
- 1,5 м в ширину
- Вес около 600 кг

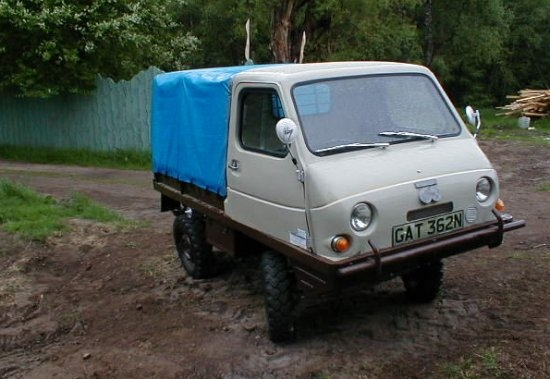
1976 Steyr-Puch Haflinger with fibreglass closed cab

- Двигатель 2-цилиндровый, 4-тактный, мощностью 22—27 л.с. в зависимости от модели
- Полезный вес: четыре человека, плюс 500 кг